# Iseltwald
Iseltwald és un municipi del cantó de Berna (Suïssa), situat a l'antic districte d'Interlaken i a l'acutual Interlaken-Oberhasli.

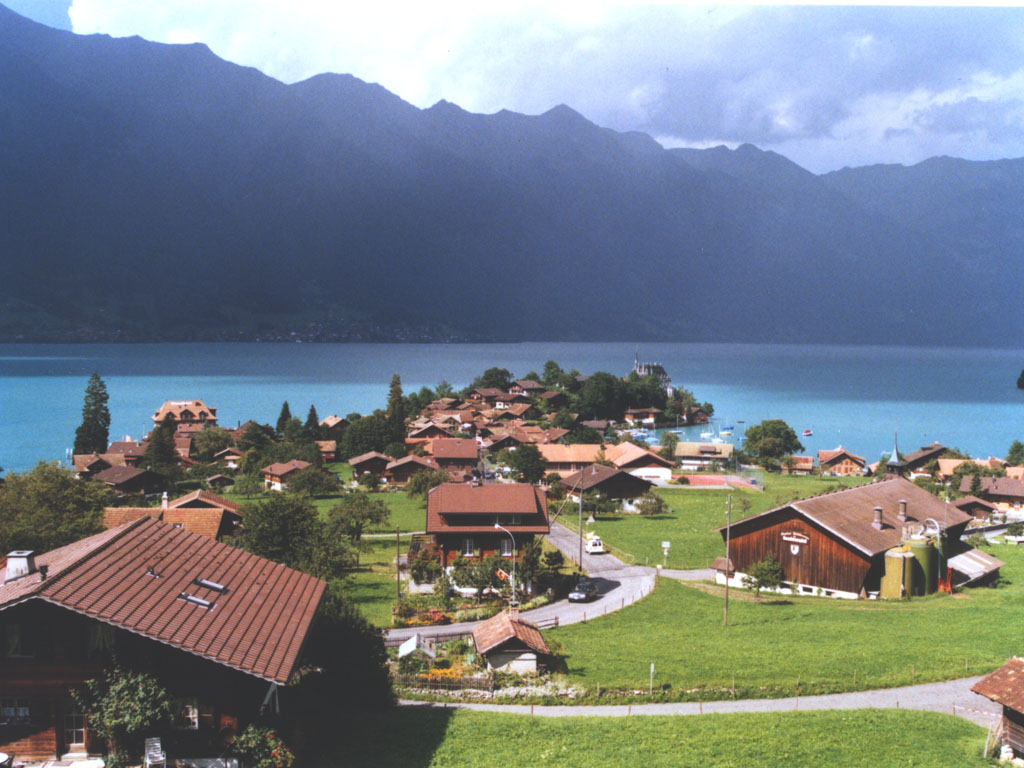
Vista general